# Timo Seikkula
Timo Seikkula (né le 27 mai 1978 à Kalajoki en Finlande) est un joueur professionnel finlandais de hockey sur glace.

## Carrière de joueur
En 1994, il fait ses débuts avec son club formateur de Kalajoki, le Junkkarit HT en Mestis. Il est choisi en 1996 au cours du repêchage d'entrée dans la Ligue nationale de hockey par les Penguins de Pittsburgh en 9e ronde, en 238e position. Il n'a évolué jamais joué en Amérique du Nord. En 1998, il fait une saison avec le KalPa Kuopio dans la SM-liiga mais retourne au second échelon les deux saisons suivantes. À partir de 2001, il part en Allsvenskan, deux ans à l'IK Oskarshamn puis cinq ans à l'IK Nyköpings Hockey. En 2008, il signe chez les Diables Rouges de Briançon en Ligue Magnus. Ce centre défensif joue aux côtés de Brice Chauvel et Sébastien Rohat. L'entraîneur Luciano Basile l'aligne dans les situations d'infériorité numérique où son travail défensif est précieux. L'équipe est battue en huitième de finale de la Coupe de France chez les Ducs de Dijon 3-1. Elle s'incline en finale de Coupe de la Ligue contre les Brûleurs de Loups de Grenoble 4-3 après prolongation. Les briançonnais, premiers de la saison régulière, sont défaits trois victoires à une en finale de la Ligue Magnus contre cette même équipe. Les grenoblois réalisent le quadruplé avec en plus le match des champions et la Coupe de France.
En 2009-2010, Grenoble bat 1-0 les Diables Rouges lors du Match des Champions à Mulhouse. Rouen vainqueur de la Coupe de la Ligue éliminent les diables rouges en demi-finale. Le 31 janvier 2010, il est l'un des artisans de la victoire des Diables Rouges en finale de la Coupe de France 2010 contre Rouen 2-1 aux tirs au but au Palais omnisports de Paris-Bercy. Il s'agit du premier titre majeur remporté par le club.

## Carrière internationale
Il a représenté l'Équipe de Finlande en sélection jeune. Lors du Championnat d'Europe junior 1996, l'équipe remporte la médaille d'argent. En 1998, pour les Championnats du monde junior, les finlandais remportent la médaille d'or.

## Trophées et honneurs personnels
Ligue nationale de hockey
- 1996: Repêché par les Penguins de Pittsburgh en 9e ronde, en 238e position.

## Statistiques

### En club
| Saison    | Équipe              | Ligue        |    | Saison régulière | Saison régulière | Saison régulière | Saison régulière | Saison régulière |   | Séries éliminatoires | Séries éliminatoires | Séries éliminatoires | Séries éliminatoires | Séries éliminatoires |
| Saison    | Équipe              | Ligue        | PJ | B                | A                | Pts              | Pun              | PJ               | B | A                    | Pts                  | Pun                  |                      |                      |
| 1994-1995 | Junkkarit HT        | Mestis       | 44 | 1                | 2                | 3                | 8                |                  |   |                      |                      |                      |                      |                      |
| 1995-1996 | Junkkarit HT        | Mestis       | 41 | 9                | 9                | 18               | 58               |                  |   |                      |                      |                      |                      |                      |
| 1996-1997 | Kiekko-67 Turku     | Mestis       | 43 | 5                | 5                | 10               | 38               |                  |   |                      |                      |                      |                      |                      |
| 1997-1998 | TPS Turku           | SM-liiga     | 1  | 0                | 1                | 1                | 0                |                  |   |                      |                      |                      |                      |                      |
| 1998-1999 | TuTo Turku          | Mestis       | 17 | 4                | 4                | 8                | 29               |                  |   |                      |                      |                      |                      |                      |
| 1998-1999 | KalPa Kuopio        | SM-liiga     | 52 | 3                | 8                | 11               | 40               |                  |   |                      |                      |                      |                      |                      |
| 1999-2000 | Hermes Kokkola      | Mestis       | 48 | 3                | 11               | 14               | 34               | 3                | 1 | 0                    | 1                    | 2                    |                      |                      |
| 2000-2001 | FPS Forssa          | Mestis       | 22 | 5                | 8                | 13               | 28               |                  |   |                      |                      |                      |                      |                      |
| 2001-2002 | IK Oskarshamn       | Allsvenskan  | 6  | 5                | 11               | 52               |                  |                  |   |                      |                      |                      |                      |                      |
| 2002-2003 | IK Oskarshamn       | Allsvenskan  | 42 | 8                | 10               | 18               | 26               |                  |   |                      |                      |                      |                      |                      |
| 2003-2004 | IK Nyköpings Hockey | Allsvenskan  | 24 | 6                | 12               | 18               | 16               | 2                | 0 | 0                    | 0                    | 0                    |                      |                      |
| 2004-2005 | IK Nyköpings Hockey | Allsvenskan  | 42 | 6                | 14               | 20               | 38               | 15               | 1 | 4                    | 5                    | 8                    |                      |                      |
| 2005-2006 | IK Nyköpings Hockey | Allsvenskan  | 40 | 8                | 8                | 16               | 38               |                  |   |                      |                      |                      |                      |                      |
| 2006-2007 | IK Nyköpings Hockey | Allsvenskan  | 44 | 3                | 10               | 13               | 40               | 3                | 0 | 1                    | 1                    | 4                    |                      |                      |
| 2007-2008 | IK Nyköpings Hockey | Allsvenskan  | 45 | 8                | 7                | 15               | 44               |                  |   |                      |                      |                      |                      |                      |
| 2008-2009 | Briançon            | Ligue Magnus | 23 | 4                | 6                | 10               | 30               | 12               | 5 | 5                    | 10                   | 14                   |                      |                      |
| 2008-2009 | Briançon            | CdF          | 1  | 0                | 1                | 1                | 0                |                  |   |                      |                      |                      |                      |                      |
| 2008-2009 | Briançon            | CdlL         | 11 | 0                | 3                | 3                | 8                |                  |   |                      |                      |                      |                      |                      |
| 2009-2010 | Briançon            | Ligue Magnus | 24 | 1                | 9                | 10               | 32               | 5                | 0 | 0                    | 0                    | 6                    |                      |                      |
| 2009-2010 | Briançon            | CdF          | 5  | 1                | 0                | 1                | 2                |                  |   |                      |                      |                      |                      |                      |
| 2009-2010 | Briançon            | CdlL         | 6  | 1                | 1                | 2                | 10               |                  |   |                      |                      |                      |                      |                      |
| 2010-2011 | Junkkarit HT        | Suomi-sarja  | 22 | 4                | 14               | 18               | 36               | -                | - | -                    | -                    | -                    |                      |                      |
| 2011-2012 | Junkkarit HT        | Suomi-sarja  | 22 | 5                | 12               | 17               | 26               | -                | - | -                    | -                    | -                    |                      |                      |
| 2012-2013 | Junkkarit HT        | Suomi-sarja  | 22 | 2                | 7                | 9                | 24               | -                | - | -                    | -                    | -                    |                      |                      |
| 2013-2014 | Junkkarit HT        | Suomi-sarja  | 37 | 5                | 14               | 19               | 40               | 5                | 2 | 1                    | 3                    | 4                    |                      |                      |

### En équipe nationale
| Année | Équipe                    | Compétition |   | PJ | B | A | Pts | Pun               |  | Résultats |
| 1996  | Équipe de Finlande 18 ans | CE Jr.      | 5 | 0  | 1 | 1 | 0   | Médaille d'argent |  |           |
| 1998  | Équipe de Finlande Jr.    | CM Jr.      | 7 | 3  | 2 | 5 | 4   | Médaille d'or     |  |           |

## Roller in line hockey
Il a joué au roller in line hockey.